# ナールデン包囲戦 (1673年)
ナールデン包囲戦（ナールデンほういせん、オランダ語: Beleg van Naarden）は仏蘭戦争中の1673年9月6日から9月13日にかけて行われた、ネーデルラント連邦共和国（オランダ）とスペイン王国によるナールデンの包囲。

## 背景
1673年8月末にフランス軍がトリーアの攻撃を開始すると、人員の不足が目立ったためフランス王ルイ14世はオランダにいた騎兵数千を引き抜いてドイツに投入した。しかし、これはオラニエ公ウィレム3世の反撃の好機となってしまった。
オランダ軍の目的は長い間不明だった。陽動攻撃としてフラーフェとザルトボメルへの攻撃が行われたためリュクサンブール公爵はつられてティールに向かった。しかし、これによりオラニエ公はナールデンへ進軍することができるようになった。

## 包囲
9月のはじめ、オランダ軍は洪水線を越えてナールデンに向かった。9月6日、オランダ軍2万5千はナールデン要塞を包囲し始め、すぐに激戦になった。フランス軍は柵を立てるために兵士600を木こりにやったが、すぐにゴダール・ファン・レーデに攻撃され、多くが捕虜になった。
その後、オランダ砲兵の猛攻により要塞に多くの穴があけられた。9月11日にパルム大佐（Palm）による攻撃が始められ、2つのラヴリンの間の地域を占領することに成功した。翌日にも攻撃を継続しようとしたが、フランスの駐留軍は交渉を求め、13日に降伏した。

## 結果
ナールデンの奪還はオランダで盛大に祝われた。一方フランスの士気は低下、フランソワ＝ミシェル・ル・テリエは守備軍を率いたデュパ大佐が怯懦であると批判した。またナールデンを失ったことでフランスの戦線が長大すぎるという弱点が露呈、これによりフランス軍は1673年11月にオランダへの侵攻を再開した。